# ペトル・ハルチェンコ
ペトル・ハルチェンコ（Petr Kharchenko、1983年3月2日 - ）は、ウクライナドニプロペトロウシク出身の男性フィギュアスケート選手。2003年ウクライナ選手権優勝。パートナーはタチアナ・ボロソジャル。

## 経歴
ウクライナのドニプロペトロウシクに生まれ、4歳のころにスケートを始めた。2000年にタチアナ・ボロソジャルとペアを結成し、2001年世界ジュニア選手権に出場し13位となった。翌2001-2002年シーズンからISUジュニアグランプリに参戦。GPチェコスケートで3位、JGPバルト杯で2位となり、JGPファイナルへも進出した。結果は7位。
2002-2003年シーズンからはISUジュニアグランプリに出場しつつ、シニアクラスのISUグランプリシリーズにも参戦。ともに表彰台に上ることはなかったが、同シーズンには2003年欧州選手権および2003年世界選手権にも出場を果たした。2003-2004年シーズンのウクライナ選手権で初優勝を飾り、2004年世界選手権に出場したが14位に終わった。シーズン終了後にペアは解散。

## 主な戦績
| 大会/年                       | 2000-01 | 2001-02 | 2002-03 | 2003-04 |
| ----------------------------- | ------- | ------- | ------- | ------- |
| 世界選手権                    |         |         | 17      | 14      |
| 欧州選手権                    |         |         | 7       |         |
| ウクライナ選手権              |         |         | 2       | 1       |
| GP中国杯                      |         |         |         | 7       |
| GPロシア杯                    |         |         | 9       |         |
| GPNHK杯                       |         |         |         | 6       |
| 世界Jr.選手権                 | 13      | 10      | 7       | 5       |
| JGPファイナル                 |         | 7       |         | 4       |
| JGPチェコスケート             |         | 3       |         | 2       |
| JGPソフィア杯                 |         |         |         | 2       |
| JGPトラパネーゼ杯             |         |         | 4       |         |
| JGPブラオエン・シュベルター杯 |         |         | 4       |         |
| JGPバルト杯                   |         | 2       |         |         |

### 詳細
| 2003-2004 シーズン     |                                                      |         |         |          |
| 開催日                 | 大会名                                               | SP      | FS      | 結果     |
| 2004年3月22日 - 28日   | 2004年世界フィギュアスケート選手権（ドルトムント）   | 13      | 14      | 14       |
| 2004年2月29日 - 3月7日 | 2004年世界ジュニアフィギュアスケート選手権（ハーグ） | 5       | 5       | 5        |
| 2003年12月11日 - 14日  | 2003ジュニアグランプリファイナル（マルメ）           | 4       | 4       | 4        |
| 2003年11月27日 - 30日  | ISUグランプリシリーズ NHK杯（旭川）                  | 6 44.68 | 7 84.63 | 6 129.31 |
| 2003年11月6日 - 9日    | ISUグランプリシリーズ 中国杯（北京）                 | 7 44.3  | 7 85.55 | 7 129.85 |
| 2003年10月2日 - 5日    | ISUジュニアグランプリ チェコスケート（オストラヴァ） | 3       | 2       | 2        |
| 2003年9月11日 - 14日   | ISUジュニアグランプリ ソフィア杯（ソフィア）         | 2       | 2       | 2        |

| 2002-2003 シーズン       |                                                                |    |    |      |
| 開催日                   | 大会名                                                         | SP | FS | 結果 |
| 2003年3月24日 - 30日     | 2003年世界フィギュアスケート選手権（ワシントンD.C.）           | 17 | 17 | 17   |
| 2003年2月24日 - 3月2日   | 2003年世界ジュニアフィギュアスケート選手権（オストラヴァ）     | 6  | 7  | 7    |
| 2003年1月20日 - 26日     | 2003年ヨーロッパフィギュアスケート選手権（マルメ）             | 8  | 7  | 7    |
| 2002年11月21日 - 24日    | ISUグランプリシリーズ ロシア杯（モスクワ）                     | 9  | 9  | 9    |
| 2002年10月30日 - 11月3日 | ISUジュニアグランプリ トラパネーゼ杯（ミラノ）                 | 7  | 3  | 4    |
| 2002年10月10日 - 6日     | ISUジュニアグランプリ ブラオエン・シュベルター杯（ケムニッツ） | 4  | 4  | 4    |